# Llista de golejadores de la Copa d'Europa d'hoquei sobre patins femenina 2007
Llista completa de gols marcats a la Copa d'Europa d'hoquei patins femenina 2007 segons jugadora i equip corresponent:
| Jugadora              | Equip                 | Gols |
| --------------------- | --------------------- | ---- |
| Beata Geismann        | RSC Cronenberg        | 17   |
| Ester Artigas         | CE Arenys de Munt     | 9    |
| Tatiana Malard        | CS Noisy Le Grand     | 9    |
| Sandra Drouhet        | US Coutras RH         | 8    |
| Jana Verdura          | CE Arenys de Munt     | 7    |
| Mònica Piosa          | Calzedonia Voltregà   | 7    |
| Anne-Marie Sesterhenn | TUS Düsseldorf-Nord   | 6    |
| Adeline Leborgne      | US Coutras RH         | 6    |
| Carla Giudici         | Calzedonia Voltregà   | 6    |
| Marie Espin           | CS Noisy Le Grand     | 5    |
| Vanessa Daribo        | CS Noisy Le Grand     | 5    |
| Nicole Paczia         | TUS Düsseldorf-Nord   | 5    |
| Maren Wichardt        | SK Germania Herringen | 5    |
| Leticia Inestal       | Biescas Gijón HC      | 4    |
| Lea-Marlene Reinert   | SK Germania Herringen | 4    |
| Anna Romero           | Calzedonia Voltregà   | 4    |
| Chiara Marchesini     | Breganze              | 4    |
| Daniela Paczia        | TUS Düsseldorf-Nord   | 4    |
| Celine Ducourtioux    | US Coutras RH         | 4    |
| Ana Azevedo           | CSP Alfena            | 3    |
| Birgit Achtermann     | TUS Düsseldorf-Nord   | 3    |
| Maria Majó            | CE Arenys de Munt     | 3    |
| Daniela Guerrero      | Calzedonia Voltregà   | 3    |
| Noemí Dulsat          | CE Arenys de Munt     | 3    |
| Maria Ferrón          | Calzedonia Voltregà   | 3    |
| Audrey Cayol          | RH Gleizé Beaujolais  | 3    |
| Mèlanie Gauvin        | RH Gleizé Beaujolais  | 3    |
| Solène Voltzenlugel   | RH Gleizé Beaujolais  | 3    |
| Beth Cook             | Bury St. Edmunds RHC  | 3    |
| Natasha Lee           | Biescas Gijón HC      | 3    |
| Natascha Kluschewski  | RSC Cronenberg        | 3    |
| Dina Tavares          | HC Mealhada           | 3    |
| Inga Wichardt         | RSC Cronenberg        | 3    |
| Marielle Blanc        | RH Gleizé Beaujolais  | 2    |
| Bárbara García        | Biescas Gijón HC      | 2    |
| Clara Leabia          | CSP Alfena            | 2    |
| Anja Grewe            | SK Germania Herringen | 2    |
| Simona Costabile      | CH Eboli              | 2    |
| Soizick Guibert       | CS Noisy Le Grand     | 2    |
| Clémentine Pelletier  | CS Noisy Le Grand     | 2    |
| Marta Leite           | CSP Alfena            | 2    |
| Antonella Gavassolo   | Breganze              | 2    |
| Julie Dupuis          | CS Noisy Le Grand     | 2    |
| Elena Toffanin        | Breganze              | 2    |
| Ainhoa García         | Biescas Gijón HC      | 2    |
| Claudia Netthöfel     | RSC Cronenberg        | 1    |
| Maria Joao Couceiro   | HC Mealhada           | 1    |
| Jenny Delgado         | TUS Düsseldorf-Nord   | 1    |
| Ricarda Schulz        | TUS Düsseldorf-Nord   | 1    |
| Julie Finch           | Bury St. Edmunds RHC  | 1    |
| Mariona Carmona       | SK Germania Herringen | 1    |
| Elisabeth Frings      | CS Noisy Le Grand     | 1    |
| Stephanie Schmitz     | RSC Cronenberg        | 1    |
| Noèmi Lafoy           | RH Gleizé Beaujolais  | 1    |
| Marta Sorgato         | Breganze              | 1    |
| Manuela Scremin       | Breganze              | 1    |
| Marisa Correia        | CSP Alfena            | 1    |
| Cristina Capaccio     | CH Eboli              | 1    |
| Malvina Fort          | US Coutras RH         | 1    |
| Marta Soler           | Biescas Gijón HC      | 1    |
| María Martínez        | Biescas Gijón HC      | 1    |
| Anna Aguilar          | CE Arenys de Munt     | 1    |
| Mireia Castells       | Calzedonia Voltregà   | 1    |
| Anna Jou              | CE Arenys de Munt     | 1    |